# Dozodipara
Dozodipara is een geslacht van vliesvleugeligen uit de familie Pteromalidae. De wetenschappelijke naam van dit geslacht is voor het eerst geldig gepubliceerd in 2007 door Desjardins.

## Soorten
Het geslacht Dozodipara is monotypisch en omvat slechts de volgende soort:
- Dozodipara insularis Desjardins, 2007